# Wiener Karosserie- und Flugzeugfabrik
Die Wiener Karosserie- und Flugzeugfabrik (W.K.F.) wurde am 10. Juni 1913 unter dem Namen Wiener Karosseriefabrik W.Gutmann gegründet. Im Handelsregister Wien eingetragener Firmensitz war Wien XVIII., Schumanngasse 45. Gründer der Fabrik war der Großindustrielle Wilhelm von Gutmann.

## Geschichte
Die Fabrik war Lieferant für das Heer und produzierte ursprünglich Karosserien und Automobile. Als 1916, im Zuge des Ersten Weltkriegs, die Nachfrage der Luftfahrtruppen nach Flugzeugen stieg, wurde der Firmensitz verlegt. Das neue Fabriksgebäude befand sich in Wien X., Laxenburgerstraße 131–135. Am 31. Oktober 1916 wurde der Name zu Wiener Karosserie- und Flugzeugfabrik (W.K.F.) geändert.
1917 wurde in Hennersdorf, Niederösterreich ein Werksflugplatz, sowie ein Sägewerk errichtet. Der Werksflugplatz wurde für Probeflüge sowie zur Endmontage verwendet.
Zunächst wurden keine eigenen Flugzeuge gefertigt, sondern nur Lizenzprodukte. Gefertigt wurden, unter anderem, Flugzeuge der Ungarischen Lloyd Flugzeug- und Motorenfabrik. Erst 1918 ging der Jagddoppeldecker W.K.F. D I, eine Eigenkonstruktion des Firmenchefkonstrukteurs Alfred Gassner, in Serie.
1919 wurde der Vertrag von Saint-Germain unterschrieben, welcher von Österreich die Ablieferung des gesamten militärischen Luftfahrtmaterials forderte. Dementsprechend, musste die Produktion von Flugzeugen eingestellt werden und es bestand kein Bedarf mehr für den Werksflugplatz. Dieser wurde daraufhin aufgelassen.
1920 übernahm die Österreichische Waffenfabriksgesellschaft (ÖWG) den Betrieb, 1926 schloss die W.K.F. schließlich ihre Tore.